# Ant Group
Ant Group (čínsky: 蚂蚁集团, pinyin: Mǎyǐ jítuán) je čínská společnost služeb v oblastí finančních technologií (FinTech) založená v roce 2014 se sídlem ve městě Hangzhou. Ant Group vyvíjí mimo jiné mobilní platební systém Alipay a je to přidružená společnost skupiny Alibaba Group.
Ant Group je světově nejhodnotnější FinTech společnost. V listopadu 2020 byla hodnota společnosti odhadnuta na zhruba 313 miliard amerických dolarů.